# Liste der Monuments historiques in Juvaincourt
Die Liste der Monuments historiques in Juvaincourt führt die Monuments historiques in der französischen Gemeinde Juvaincourt auf.

## Liste der Objekte
| Bezeichnung                | Beschreibung                     | Standort                     | Kennzeichnung | Schutzstatus | Datum | Bild |
| -------------------------- | -------------------------------- | ---------------------------- | ------------- | ------------ | ----- | ---- |
| Pietà                      | Kalkstein, 16. Jahrhundert       | in der Kirche St-Èvre (Lage) | PM88000489    | Classé       | 1985  |      |
| Skulptur Heiliger Nikolaus | Holz, vergoldet, 18. Jahrhundert | in der Kirche St-Èvre (Lage) | PM88000492    | Classé       | 1985  |      |